# 福井敬治
福井 敬治（ふくい けいじ、1976年5月12日 - ）は、元プロ野球選手（内野手）、少年野球指導者。
現役時代は読売ジャイアンツ、広島東洋カープでプレーしていた。

## 来歴

### プロ入り前
智辯学園高では2年生の時、遊撃手として1993年春の選抜に出場、2回戦（初戦）で長崎日大高の中村隼人に抑えられ敗退。翌1994年夏はエースとして県大会3回戦で田中宏和がエースの桜井商に3-4で敗退。高校通算25本塁打。1994年のドラフトで読売ジャイアンツから3位指名され入団。

### プロ入り後
2000年に一軍に上がる。
2001年には外野手も兼ね、8試合に先発出場を果たす。
2002年も主に内野手として61試合に出場。うち8試合に先発しチームのリーグ優勝に貢献。4月19日の阪神タイガース3回戦では、井川慶から延長10回表に決勝本塁打を放った。この年は5月10日にも井川から本塁打を放ち、井川の先発時にはほぼ毎試合起用されて「井川キラー」として存在感を発揮したが、翌年以降はノーヒットに抑えられている。
2003年5月31日の阪神戦で、9回表に一塁の守備固めに入ったが、ノーアウト一、二塁で赤星憲広のバントが三塁線の小フライになり、一塁側から飛びついてキャッチを試みるが落球。結果エラーとなりノーアウト満塁とピンチを広げてしまう。その後阪神打線が繋がり1イニング11失点を喫してしまった。
2004年のシーズン終了後、巨人から戦力外通告を受け、12球団合同トライアウトに参加し、広島東洋カープに入団。 
2005年は三塁手、二塁手として8試合に先発出場。また試合終盤に二塁手のエスターリン・フランコの守備固めにも起用され、同年は73試合出場、25安打、打率.287と自己最高の成績を挙げた｡ 
2006年4月22日の中日ドラゴンズ戦では、延長12回表で内野手5人の奇策に参加。この年も不調に苦しみ、10月1日、二度目戦力外通告を受ける。現役続行を希望してトライアウトを受験したが、声をかける球団がなかったことにより現役続行を断念し、プロ野球選手を引退。

### 引退後
2007年1月19日に放映された『バース・デイ』においてプロ野球選手引退を決意するまでの過程が紹介された。
『バース・デイ』放送から8日後の1月27日、萩本欽一率いる社会人野球チームの茨城ゴールデンゴールズに入団することが決まった。また、オープン戦限定で「シーケル福井」の登録名で出場している。選手としてだけでなくコーチも兼任した。
同年7月23日のデイリースポーツにおいてお笑いタレントとして芸能活動することが報じられた。8月25日に茨城県内で催されるお笑いイベントに喜劇役者である佐藤あつしとコンビを組んで出演するもので、元プロ野球選手がお笑いタレントに転身するのは初である。2008年1月の新春特番『進め!スポーツ元気丸』（広島ローカル）に出演。2010年限りで茨城ゴールデンゴールズを退団。
現在は少年野球指導者として活動。少年野球教室「KIDSベースボールスクール」の代表、及び中学硬式野球チーム「狭山西武ボーイズ」の監督を務めている。2020年6月27日には古巣の巨人とOBスカウトとしての契約を締結し、東京エリアの有望選手の情報を巨人に提供する役割を担っている。

## 人物
- 2003年5月31日の阪神戦で先制のソロホームランを放つも、9回表に赤星憲広がバント失敗した三塁線にあがった何でもない小フライを、わざわざファースト方向からダッシュしてきてジャンプするも捕球ミス、という痛恨のエラーをして、その後巨人が11失点を喫した事がネット上で話題になった事がある。
  - ただし元々は打撃力以上に遊撃（後に三塁）を中心に内野全てのポジションを守れる器用さに強肩も兼ね備えていた、守備力があったことにより一軍定着に至った選手であった。ゴールデンゴールズでは酒井忠晴（元ロッテ・中日）と「プロ野球選手三遊間」を組んでいた。
- 芸人転向前から明るい性格で、良くも悪くもベンチに笑いを絶やさなかった。
  - 入団当時、週刊ベースボールの選手名鑑号の「家族構成（独身者は好きなタレント、好きな女性のタイプ）」の欄に「天才卓球少女、福原愛ちゃん」と書いていた（彼女は当時7歳）。
  - また広島入団後は筋肉がプリントされた安物のTシャツを着て「同級生の嶋重宣が赤ゴジラなら自分は赤ゴリラ」とパフォーマンスしたり、積極的に自分を売り出している。
  - こうした性格から同じ関西出身の清原和博に可愛がられた。広島入団会見では「清原さんを野次る」と宣言。広島移籍後の初安打を巨人戦で記録し、一塁上で清原に尻を叩かれた。
- 広島入団が決まったときに、ニュースで推定年俸1000円とテロップで紹介されたことがある(誤って「万」の文字が抜けていた)。

## 詳細情報

### 年度別打撃成績
| 年 度     | 球 団     | 試 合 | 打 席 | 打 数 | 得 点 | 安 打 | 二 塁 打 | 三 塁 打 | 本 塁 打 | 塁 打 | 打 点 | 盗 塁 | 盗 塁 死 | 犠 打 | 犠 飛 | 四 球 | 敬 遠 | 死 球 | 三 振 | 併 殺 打 | 打 率 | 出 塁 率 | 長 打 率 | O P S |
| --------- | --------- | ----- | ----- | ----- | ----- | ----- | -------- | -------- | -------- | ----- | ----- | ----- | -------- | ----- | ----- | ----- | ----- | ----- | ----- | -------- | ----- | -------- | -------- | ----- |
| 2000      | 巨人      | 3     | 6     | 6     | 0     | 0     | 0        | 0        | 0        | 0     | 0     | 0     | 0        | 0     | 0     | 0     | 0     | 0     | 0     | 0        | .000  | .000     | .000     | .000  |
| 2001      | 巨人      | 50    | 51    | 49    | 9     | 13    | 2        | 0        | 2        | 21    | 5     | 0     | 0        | 2     | 0     | 0     | 0     | 0     | 13    | 0        | .265  | .265     | .429     | .694  |
| 2002      | 巨人      | 61    | 67    | 59    | 9     | 13    | 2        | 0        | 4        | 27    | 11    | 1     | 0        | 1     | 0     | 5     | 0     | 1     | 23    | 1        | .220  | .292     | .458     | .750  |
| 2003      | 巨人      | 37    | 62    | 56    | 3     | 9     | 1        | 0        | 1        | 13    | 2     | 0     | 0        | 1     | 0     | 4     | 1     | 1     | 11    | 1        | .161  | .230     | .232     | .462  |
| 2004      | 巨人      | 17    | 16    | 15    | 1     | 5     | 0        | 0        | 0        | 5     | 0     | 0     | 1        | 1     | 0     | 0     | 0     | 0     | 2     | 0        | .333  | .333     | .333     | .667  |
| 2005      | 広島      | 73    | 92    | 87    | 11    | 25    | 6        | 0        | 1        | 34    | 5     | 0     | 1        | 1     | 0     | 3     | 0     | 1     | 15    | 3        | .287  | .319     | .391     | .709  |
| 2006      | 広島      | 27    | 37    | 31    | 1     | 5     | 0        | 0        | 0        | 5     | 2     | 0     | 0        | 0     | 0     | 6     | 0     | 0     | 7     | 1        | .161  | .297     | .161     | .459  |
| 通算：7年 | 通算：7年 | 268   | 331   | 303   | 34    | 70    | 11       | 0        | 8        | 105   | 25    | 1     | 2        | 6     | 0     | 18    | 1     | 3     | 71    | 6        | .231  | .281     | .347     | .627  |

### 記録
- 初出場：2000年9月26日、対ヤクルトスワローズ24回戦（明治神宮野球場）、4回裏に三塁手として出場
- 初安打：2001年5月25日、対阪神タイガース9回戦（阪神甲子園球場）、9回表に遠山奬志から右前安打
- 初先発出場：2001年5月31日、対ヤクルトスワローズ11回戦（明治神宮野球場）、7番・二塁手として先発出場、4打数1安打
- 初打点：同上、5回表に前田浩継から右前同点適時打
- 初本塁打：2001年6月2日、対広島東洋カープ11回戦（東京ドーム）、6回裏に高橋建から左中間へ逆転2ラン
- 初盗塁：2002年5月10日、対阪神タイガース5回戦（東京ドーム）、2回裏に二盗（投手：井川慶、捕手：矢野輝弘）

### 背番号
- 53 （1995年 - 2001年）
- 35 （2002年 - 2004年）
- 38 （2005年 - 2006年）